# Arsène Alexandre
Pour les articles homonymes, voir Alexandre.
Arsène Alexandre, né le 16 août 1859 à Paris 3e et mort le 1er octobre 1937 à Brain-sur-Allonnes, est un collectionneur d'œuvres d'art, journaliste, critique d'art et inspecteur général des Musées français.

## Biographie
Après ses études au lycée de Versailles, il collabore à L'Événement, au Paris et à L'Éclair, au Journal des artistes, et participe en 1894 à la fondation du journal satirique Le Rire, dont il devient le directeur artistique. Il est ensuite critique d'art au Figaro. C'est lui et Félix Fénéon qui employèrent les premiers le terme de « néo-impressionnisme » en 1886. C'est lui aussi qui utilisa le premier le terme d'« école de Rouen » en 1902. Il est également l'auteur de nombreuses critiques pour le Théâtre, notamment « Le Théâtre au Salon » en juin 1898, et de quelques critiques dramatiques.
Pour l'enterrement d'Alfred Sisley, au cimetière de Moret, le 1er février 1899, il vint de Paris avec Pissarro, Renoir, Monet et Adolphe Tavernier. Il écrivit une préface publiée trois mois après la mort de Sisley pour la vente à la galerie Georges-Petit au profit des enfants du peintre:12.
Habitué du grenier des Goncourt, il est proche des grands artistes et écrivains de l'époque comme Rodin, Antonio de La Gandara, Carrière, Raffaëlli, Edmond Rostand, Émile Zola ou encore Alphonse Daudet et Louise-Catherine Breslau.
Lors de la Première Guerre mondiale, il est Inspecteur général des Musées sous la supervision du sous-secrétaire d’État des Beaux-Arts Albert Dalimier, poste où il est chargé de veiller au rapatriement d’œuvres d'art de musées de province et constater les dégâts subis par les biens culturels.
Il s’était vu promouvoir au grade d’officier de la Légion d’honneur par décret du 30 septembre 1920 rendu sur le rapport du Ministre de l’Instruction publique et des Beaux-Arts.
Il meurt dans sa propriété de la Varenne à Brain-sur-Allonnes.

## Distinctions
- Officier de la Légion d'honneur (décret du 30 septembre 1920). Nommé chevalier le 14 août 1900, il est décoré par Georges Berger le 4 novembre 1900. Il est fait officier par Paul Léon le 26 octobre 1920.

## Œuvre
- Honoré Daumier, l'homme et l'œuvre, Paris, Henri Laurens, 1888.
- Œuvre d’Alphonse-Marie-Adolphe de Neuville, Paris, Auguste Lahure, 1889.
- A. L. Barye, Paris, Librairie de l'Art, 1889.
- Histoire de l'art décoratif du XVIe siècle à nos jours, Paris, Henri Laurens, 1892.
- L’Art du rire et de la caricature, Paris, Librairies-imprimeries réunies, 1892, 350 p., 28 cm (OCLC 270809732, lire en ligne), p. 300.
- La Sœur de Pierrot, roman, illustrations d'Adolphe Léon Willette, Paris, Charles Delagrave, 1893.
- Histoire populaire de la peinture militaire, Paris, Henri Laurens, 1895.
- Jean Carriès, imagier et potier : étude d'une œuvre et d'une vie, Paris, Librairies-imprimeries réunies, 1895.
- Le Balzac de Rodin, Paris, Henri Floury, 1898.
- A. F. Cals ou le bonheur de peindre, G. Petit, 1900.
- Les Reines de l'aiguille : modistes et couturières, étude parisienne, Théophile Belin, 1902.
- Ignacio Zuloaga, Manzi-Joyant, 1903.
- La Maison de Victor Hugo, Paris, Hachette, 1903.
- Auguste Rodin, Paris, Manzi-Joyant, 1904.
- Donatello, Paris, H. Laurens, 1904.
- Jean-François Raffaelli, peintre, graveur et sculpteur, Paris, Henri Floury, 1909.
- La Collection Henri Rouart, Paris, Goupil & Cie, 1912, 176 p., 29 cm (OCLC 1110262935)Tirage limité à 1000 exemplaires.
- L'Art décoratif de Léon Bakst, Paris, Maurice de Brunoff, 1913.
- Les Monuments français détruits par l'Allemagne : Enquête entreprise par ordre de M. Albert Dalimier, sous-secrétaire d'État des Beaux-Arts, Berger-Levrault, 1918, 220 p., 1 vol. avec 242 photographies en 47 planches hors texte ; in-4 (lire en ligne sur Gallica).
- Vladimir de Terlikowski peintre, Paris, Félix Alcan, 1927.
- Préface à Victor-Joseph Roux-Champion (dir.), Dix peintres du XXe siècle, album d'estampes, avec dix gravures de Émile Bernard, Maurice Denis, Georges d'Espagnat, Paule Gobillard, Maximilien Luce, G. D. de Monfreid, Ker-Xavier Roussel, Paul Signac, Alexandre Urbain, Louis Valtat, Paris, G. R. Michel, 1927.
- Louise C. Breslau, Paris, Rieder, 1928.
- Botticelli, Paris, Rieder, 1929.
- Frank Boggs, Paris, Le Goupy, 1929.
- Paul Gauguin : sa vie et le sens de son œuvre, Paris, Bernheim-Jeune, 1930.
- Émile Friant et son œuvre, Mulhouse-Dornach, Braun & Cie, 1931, 48 p., 62 pl.
- « Vermeer et l'école de Delft », L’Art et les artistes, no 134,‎ février 1933, p. 145-180 (OCLC 222352797).
- La Vie et l'Œuvre de Charles Pinet, graveur (1867-1932), Mâcon, Protat frères, 1934.
- Les Années de captivité de Beethoven (1819-1827), Paris, Félix Alcan, 1936.

### Préfaces
- Auguste Florian Jaccaci (d) (1856-1930) (préf. Arsène Alexandre, ill. Daniel Vierge), Au pays de Don Quichotte, Paris, Hachette, 1901.